# Zork III: The Dungeon Master
Zork III: The Dungeon Master è il terzo capitolo della trilogia di Zork, avventure testuali sviluppate da Infocom. Venne pubblicato per numerosi modelli di computer a partire dal settembre 1982. È il seguito diretto di Zork II: The Wizard of Frobozz e fu seguito a sua volta da altri giochi di Zork non direttamente collegati.

## Trama
La trama inizia esattamente dove termina Zork II.
In questo terzo capitolo il giocatore, a differenza che in Zork I e Zork II, non deve trovare tesori nascosti, bensì dimostrare il suo coraggio per diventare dungeon master, superando un test dei Guardiani di Zork.

## Modalità di gioco
In Zork III è stato introdotto un evento che può verificarsi casualmente dopo circa 130 turni di gioco: un terremoto che, danneggiando alcune locazioni, può impedire al giocatore di terminare determinati compiti.
Il punteggio viene conquistato solo con determinati eventi e si può arrivare a un massimo di soli 7 punti, a differenza delle centinaia di punti dei titoli precedenti.
Per il resto la modalità di gioco è praticamente identica a quella del primo Zork.
Gli enigmi sono generalmente più difficili rispetto ai titoli precedenti.
Sono presenti in tutto 89 luoghi, 23 oggetti e 564 parole.